# Michael Cummins
Michael Thomas Cummins (Dublino, 1º giugno 1978) è un allenatore di calcio e calciatore irlandese, di ruolo centrocampista.

## Carriera

### Club
Cresciuto nelle giovanili del Middlesbrough, ha debuttato in Premier League nella stagione 1998-1999, in una partita contro il West Ham United del 16 maggio 1999. In seguito ha collezionato solo un'altra presenza in Premier, nella stagione 1999-2000, contro il Leeds United, datata 26 febbraio 2000.
Non trovando ulteriore spazio nel Boro, nel marzo 2000 si è trasferito a parametro zero al Port Vale, club di Football League One, con cui ha collezionato un totale di 287 presenze e 34 reti.  Con la maglia dei Valiants, nell'aprile 2001, ha anche vinto il suo primo e unico trofeo: il Football League Trophy; in finale il Port Vale ha sconfitto il Brentford per 2-1.
Nel maggio 2006 si è trasferito a parametro zero al Darlington, club di Football League Two, con cui ha collezionato un totale di 91 presenze e 10 reti.
Svincolatosi dai Quakers, ha firmato un biennale con i rivali del Rotherham United nel maggio 2008. Ha debuttato il 9 agosto nella partita vinta 1-0 sul Lincoln City.

### Nazionale
Con la maglia irlandese ha disputato il campionato mondiale di calcio Under-20 nel 1997, collezionando 7 presenze e 2 reti.

## Palmarès

### Giocatore

#### Competizioni nazionali
- Football League Trophy: 1

Port Vale: 2000-2001